# Hôpital Stolz-Grimm
L'hôpital Stolz-Grimm est un monument historique situé à Andlau, dans le département français du Bas-Rhin.

## Localisation
Ce bâtiment est situé au 12 cour de l'Abbaye à Andlau.

## Historique
L'édifice fait l'objet d'une inscription au titre des monuments historiques depuis 1935.